# Ященків
Я́щенків (Ященкове) — село в Україні, в Чернігівській області, Прилуцькому районі. Входить до складу Варвинської селищної громади. Розташоване на річці Многа (лівій притоці річки Удаю), за 10 км від центру громади. У 1996 році було 33 двори і 59 жителів.

## Історія
Вперше село згадується у 1869 році на воєнно-топографічній мапі Російської імперії як х. Ященкін.  
1911 року хутір Ященків Білоцерківської волості Лохвицького повіту мав 153 жителя.
Входило до Глинського повіту, відтак до Харківецького (1923–1928) та Варвинського (1928–1930) районів Прилуцького округу.
У 1923–1930 роках хутір Ященків підпорядкований Дащенківській сільраді.
У 1925 році в селі було 40 дворів та 186 жителів; у 1930 році — 45 дворів та 209 жителів.
На мапі РСЧА позначено 52 двори.

## Населення
Згідно з переписом УРСР 1989 року чисельність наявного населення села становила 78 осіб, з яких 28 чоловіків та 50 жінок.
За переписом населення України 2001 року в селі мешкали 43 особи.

### Мова
Розподіл населення за рідною мовою за даними перепису 2001 року:
| Мова       | Відсоток |
| ---------- | -------- |
| українська | 97,67 %  |
| російська  | 2,33 %   |